# Stilobezzia maia
Stilobezzia maia är en tvåvingeart som beskrevs av Lane och Oswaldo Paulo Forattini 1958. Stilobezzia maia ingår i släktet Stilobezzia och familjen svidknott.
Artens utbredningsområde är Panama. Inga underarter finns listade i Catalogue of Life.